# Перевёрнутый мир
«Перевёрнутый мир» — остросюжетный психологический роман российского писателя Елены Сазанович, члена Союза писателей России, редколлегии литературно-художественного журнала «Российский колокол», Высшего творческого совета Московской городской организации Союза писателей России, главного редактора международного аналитического журнала «Геополитика». Роман впервые опубликован в 2006 году в литературном альманахе «Подвиг» (№ 11) в журнальном варианте. Роман – первая часть трилогии «Иная судьба» (вторая - роман «Всё хоккей!», завершающая - роман «Гайдебуровский старик») – был высоко оценен литературной критикой и получил хорошую прессу («Литературная газета», «Литературная Россия», «Московская правда» (№64, 27.03.2007), газета «Слово» (№11, 29.03.2007 и №27, 13.07.2007), Интернет-сайт «Кремль.org», 02.04.2007 и др.).

Накануне Всемирного дня книги и авторского права 23 апреля 2012 года Международный форум «Диалог цивилизаций и культур» (DCC) назвал имена российских лауреатов первой премии «Новый век. 2012». Лучшим прозаическим произведением начала XXI столетия была признана трилогия Елены Сазанович «Иная судьба» (романы «Перевёрнутый мир», «Всё хоккей!», «Гайдебуровский старик»).

## Сюжет
«Новый роман Елены Сазанович – о современном мире киногрёз и кинострастей, - пишет Литературная газета». – Главный герой лесник Даник в своём заповеднике неожиданно влюбляется в прекрасную незнакомку – заезжую актрису. Он оставляет прежнюю жизнь и отправляется в столицу в поисках любви. Но девушка давно позабыла случайный роман. Именно в этот момент и происходит переворот в судьбе героя, который становится… двойником известного, но спивающегося актёра Ростислава Неглинова. Тот, оставив в кафе пальто с деньгами и документами, исчезает. В итоге из-за невероятного сходства «принца» и «нищего» последний обретает все права первого. И оказывается в совершенно ином мире. По мысли автора, в наше изменчивое время личность способна измениться сама, перевоплотившись самым неожиданным образом. «Перевёрнутому» эго героя соответствует и «перевёрнутый» окружающий мир. В результате Даник, задыхающийся в атмосфере «перевёрнутости», не выдерживает и возвращается назад, в лес. Однако и там его не ждут: его место занято… Вот финальные раздумья героя: «У меня не было настоящих друзей. Не было любимой женщины и жены, настоящего дома, настоящих соседей. Не было настоящей работы и настоящего призвания. Не было даже настоящего лица. И не было настоящего. Значит, у меня всё ещё впереди»…».

«Роман Елены Сазанович о том, что человек разучился радоваться простым вещам: небу над головой, земле под ногами, природе вокруг него. Настойчивое стремление пробиться и получить больше, чем другой, продиктованное скорее завистью, чем инстинктом самосохранения, сделало людей одержимыми. Они готовы жить в настоящем «бедламе» (слово, как известно, произошло от названия лондонского сумасшедшего дома Betlehem), лишь бы удовлетворить свою гордыню. Они не замечают, как опускаются ниже животного царства, потворствуя своим слабостям, - отмечает литературный критик Максим Бойко в рецензии «Соловей не станет жить в берлоге», опубликованной в «Литературной России». - В книге есть замечательный момент – сцена в зоопарке, показывающая недоумённых и испуганных поведением homo sapiens животных. Каждого, кто ведёт себя с достоинством, «перевёрнутое общество» отвергает и записывает в умалишённые. Человеческое «я» без остатка поглощается мегаполисом…»

«Обыкновенный лесник из «Сосновки» приезжает в Москву за своей потерянной любовью – девушкой по имени Лида, шептавшей ему в глухомани: «Боже, какое счастье, что ты не художник, не артист, не музыкант… И не герой клипа…», - схематично пересказывает рецензент сюжет романа. - Но, задохнувшись в пустоте, грязи и суете большого города и вдобавок утратив иллюзии о большой и чистой любви, Даниил (это имя героя) отчаивается. Ведь он потерял не только свою любовь, но и самого себя. Он пропивает в кафе последние деньги, думая, как ему жить дальше, и вдруг находит за соседним столиком дорогое пальто и шляпу с кучей денег. Эти вещи оставляет там незнакомец, похожий на него как две капли воды. Вернуть найденные вещи владельцу не удаётся, и Даниил решается примерить чужие «шоры судьбы» и пожить жизнью популярного актёра Ростислава Неглинова – исчезнувшего владельца пальто. Оказавшись на месте известного и успешного человека, бывший лесник начинает один в один повторять его судьбу. Светская жизнь постепенно вытягивает из него все соки, он готов всё это бросить, но красивая жизнь не отпускает… Спасает его женщина – жена того самого незнакомца, чью жизнь он позаимствовал. Побыв в шкуре знаменитости, столкнувшись со всеми мерзостями светской жизни – с вывернутыми наизнанку ценностями, потеряв себя самого, Даниил бросает всё и возвращается туда, где его, может быть, ещё ждут, – домой, в нормальный мир к нормальным здоровым людям…»

«Вечные вопросы вновь поднимает Елена Сазанович, – пишет литературный критик Егор Скобелев в статье «Беспамятство памяти», сравнивает два первых романа трилогии «Иная судьба». - Философская драма Елены Сазанович «Всё хоккей!» о человеке со множеством лиц (этаком многоликом Янусе) напрямую перекликается с другим её произведением, опубликованным годом ранее, — романом «Перевёрнутый мир». Два романа тесно сплетаются… В «Перевёрнутом мире» актер обменялся с лесником не только оставленным пальто, но и судьбой, со всеми вытекающими отсюда последствиями – женой, любовницей, друзьями, проблемами, мироощущением и т.д. В романе «Всё хоккей!» успешный хоккеист, «золотой мальчик» не меняется судьбой с ученым Смирновым, а скорее пытается заменить его судьбу своей, а его, умершего, – собой живым. Хотя бы потому, что именно по его вине Смирнов покинул наш мир. Впрочем, ему это до конца так и не удалось…».

## Награды
•	В 2012 году трилогия Елены Сазанович «Иная судьба» (романы «Перевёрнутый мир», «Всё хоккей!», «Гайдебуровский старик») была признана лауреатом премии «Новый век. 2012» Международного форума «Диалог Цивилизаций и Культур» - как лучшее прозаическое произведение начала XXI столетия.

•	Роман отмечен как одно из наиболее заметных литературных событий 2006 года на заседании в Союзе писателей России, на котором обсуждались творческие итоги.
.